# Кожевникова, Анастасия Дмитриевна
Анастаси́я Дми́триевна Коже́вникова (укр.  Анастасія Дмитрівна Кожевнікова; род. 26 марта 1993, Южноукраинск, Украина) — украинская певица, победительница шоу «Хочу V ВИА Гру», бывшая солистка группы «ВИА Гра».

## Биография
Родилась Анастасия Кожевникова 26 марта 1993 года в городе Южноукраинск. Родители — Дмитрий и Татьяна Кожевниковы. Анастасия — единственный ребёнок в семье.
Я выросла в небогатой, но творческой семье. Папа и дедушка — фотографы, бабушка — преподаватель по классу фортепиано, тётя — художник, а мама до сих пор поёт в хоре. Так что со мной всё было ясно с детства: у родителей сохранились кассеты с записями, где мне всего два года, а я уже пою и даже сочиняю песни. Всегда знала, что хочу быть на сцене и стремилась к этому всеми силами.
В шесть лет Анастасия пела в детском хоре «Капельки», спустя два года пошла учиться в музыкальную школу по классу фортепиано. Параллельно она изучала основы актёрского мастерства и хореографии, занимаясь в образцовом театре эстрадной песни «Галатея». Принимала участие в различных детских конкурсах, таких как «Бегущие по волнам», «Первые ласточки», «Молода Галичина», но особых успехов в них не добилась.
В 16 лет Анастасия отправилась на свой первый кастинг — в шоу «Супер зірка». Она прошла отборочный тур, но время проведения съёмок шоу совпадало с периодом сдачи ВНО, и ей пришлось отказаться от участия. На следующем кастинге, в шоу «X-Фактор», Настя прошла в первый тур, где выступала в тройке с другими участницами, но дальше они пройти не смогли.
В 2011 году Анастасия поступила в «Киевский Национальный Университет Технологии и Дизайна» на специальность «менеджер организации». Она жила в общежитии, подрабатывала консультантом в зоомагазине, раздачей рекламных листовок, и выступала в роли Снегурочки во время новогодних праздников. На третьем курсе Анастасия приняла участие в конкурсе красоты университета «Мисс КНУТД-2013» и победила в нём.

### Шоу «Хочу V ВИА Гру»
25 ноября 2012 года Константин Меладзе объявил о закрытии «ВИА Гры» с 1 января 2013, объяснив это тем, что группа в существующем формате себя изжила. Однако, уже через неделю было объявлено о кастинге в группу в формате реалити-шоу под названием «Хочу V ВИА Гру». Меладзе заявил, что настало время для новой «ВИА Гры», нового формата.
Анастасия выступила в первом выпуске шоу, где в жюри Константину Меладзе помогали Игорь Верник и экс-солистка «ВИА Гры» Надежда Грановская. Настя прошла во второй тур, исполнив песню Константина Меладзе «Безответно». Во втором туре Анастасия успешно выступила с Еленой Пищиковой и Дианой Шимановской, но впоследствии Константин поставил её в группу с Мишей Романовой и Эрикой Герцег. В итоге, образовавшимся восьми тройкам пришлось бороться за то, чтобы управление над ними взяла одна из наставниц, которыми являлись экс-солистки «ВИА Гры». Группы самостоятельно выбирали себе песни для выступления.
Группу Анастасии, Миши и Эрики выбрала Альбина Джанабаева, но Константин Меладзе отменил выбор наставницы в связи с тем, что перед выступлением, без ведома костюмеров, тройка обрезала концертные платья. Участницы должны были покинуть шоу, но Надежда Грановская уговорила Константина оставить их и отдать группу ей. Под руководством Надежды девушки дошли до финала, и по результатам зрительского голосования 25 октября 2013 года победили, став новым составом группы «ВИА Гра». Также, в финале ими была представлена песня «Перемирие», впоследствии набравшая множество наград и ставшая «визитной карточкой» нового состава.

### Группа «ВИА Гра»
Первым крупным мероприятием, на котором группа выступила в новом составе, стал праздничный концерт артистов «Мы Едины», прошедший в Кремле 4 ноября. После этого трио начало активно гастролировать. Со временем, помимо новых синглов, в репертуар обновлённой «ВИА Гры» вошли 17 хитов прошлых лет с изменёнными аранжировками. В декабре 2013 года Анастасия, в составе группы «ВИА Гра», снялась в первой фотосессии для мужского журнала «XXL». 13 мая 2014 года вышел второй сингл «У меня появился другой», вошедший в топ самых заказываемых на радио песен 2014 года. 12 июня 2014 вышел клип на эту песню, ставший самым просматриваемым русскоязычным клипом 2014 года, и всего за шесть месяцев, вслед за клипом «Перемирие» (вышедшим 12 ноября 2013 года), вошедший в «10.000.000 Клуб» интернет-портала «ELLO». 29 ноября 2014 года Анастасия в составе группы получила награду на церемонии вручения премии «Золотой граммофон» за песню «Перемирие». По результатам «Tophit», «ВИА Гра» вошла в топ самых ротируемых в радиоэфире групп 2014 года. 6 июня 2015 коллектив в десятый раз получил «Премию Муз-ТВ» (за сингл «Кислород», совместно с Мотом), и стал самой титулованной поп-группой данной премии. 2 сентября 2018 года истёк срок контракта певицы с группой «ВИА Гра», после чего она решает уйти и начать собственную карьеру.

### Сольная карьера
7 февраля 2019 года Анастасия представила дебютную сольную композицию «Любить тебя». Автором музыки к песне является сама певица, а текст был написан ею в соавторстве с бывшей коллегой по группе «ВИА Гра» Мишей Романовой. В конце месяца было выпущено лирическое видео к песне, режиссёром которого стала Инна Грабар. 1 августа того же года певица выпустила второй сольный клип на песню «Так как ты», снятый режиссёром Станиславом Морозовым. 31 октября состоялась премьера третьей сольной композиции Кожевниковой «Вселенная», написанной ею совместно с латвийским музыкантом Стасом Шуринсом. В декабре был выпущен сингл «Кокон».
18 июня 2020 года Кожевникова представила трек «Мотылёк». В тот же день на официальном канале певицы в YouTube вышло одноимённое mood-видео.

## Дискография

### Альбомы в составе группы «ВИА Гра»
- 2014 — «Перемирие (Pankratov Remix)»
- 2014 — «MP3 play. Музыкальная коллекция»
- 2015 — «Всё лучшее в одном»

### Синглы / видеоклипы в составе группы «ВИА Гра»
- 2013 — «Перемирие»
- 2014 — «У меня появился другой» (feat. Вахтанг)
- 2014 — «Кислород» (feat. Мот)
- 2015 — «Это было прекрасно»
- 2015 — «Так сильно»
- 2016 — «Кто ты мне?»
- 2017 — «Моё сердце занято»

### Сольные синглы
- 2019 — «Любить тебя»
- 2019 — «Так как ты»
- 2019 — «Вселенная»
- 2019 — «Кокон»
- 2020 — «Мотылёк»

## Видеография

### Фильмография в составе «ВИА Гры»
- The Best 2014 на НТВ (новогодний мюзикл, 2013 год)
- Первый большой сольный концерт нового состава «ВИА Гры» — «Перемирие» (Москва, Артист Концерт Холл, 7 декабря 2014 года)

| Год                           | Клип                                | Режиссёр          | Альбом          |                 |
| Сольная карьера               | Сольная карьера                     | Сольная карьера   | Сольная карьера | Сольная карьера |
| ----------------------------- | ----------------------------------- | ----------------- | --------------- | --------------- |
| 2019                          | «Любить тебя» (Lyric video)         | Инна Грабар       | без альбома     |                 |
| 2019                          | «Tак как ты»                        | Станислав Морозов | без альбома     |                 |
| 2019                          | «Вселенная» (Mood video)            | неизвестно        | без альбома     |                 |
| 2020                          | «Мотылёк» (Mood video)              | неизвестно        | без альбома     |                 |
| 2021                          | «Тет-а-тет» (feat. Mountain Breeze) | Максим Ксенда     | без альбома     |                 |
| Участие у других исполнителей |                                     |                   |                 |                 |
| 2019                          | «Зачем» (Dside Band)                | Руслан Махов      | без альбома     |                 |

## Достижения
- 2013 — Победа в шоу «Хочу V ВИА Гру»
- 2015 — 95 место в «Топ-100 самых сексуальных девушек планеты» по версии журнала FHM[23]

### Награды и премии в составе «ВИА Гры»
- 2014 — Премия RU.TV — Реальный приход
- 2014 — Премия MUSIC BOX — Лучшая раскрутка
- 2014 — Песня года — сингл «Перемирие»
- 2014 — Золотой граммофон — сингл «Перемирие»
- 2015 — Tophit — Самая ротируемая в радиоэфире группа 2014 года[16]
- 2015 — Tophit — Самая заказываемая на радио песня 2014 года — «У меня появился другой» (совместно с Вахтангом)[16]
- 2015 — Премия Муз-ТВ — Лучший дуэт — сингл «Кислород» (совместно с Мотом)
- 2015 — Fashion People Awards — Fashion Дуэт — сингл «У меня появился другой» (совместно с Вахтангом)[24]
- 2015 — Золотой граммофон — сингл «Кислород» (совместно с Мотом)
- 2015 — Песня года — сингл «Это было прекрасно»[25]